# Provincia de Kunar
Kunar (persa: كونار) es una de las 34 provincias de Afganistán, ubicada al noreste del país y sobre la frontera con Pakistán. Su capital es Asadabad. 

## Distritos
- Asadabad
- Marawara
- Bar Kunar
- Dangam
- Nari
- Ghaziabad
- Shaygal Wa Shiltan
- Wata Pur
- Chapa Dara
- Dara-I-Pech
- Narang
- Chawkay
- Nurgal
- Khas Kunar
- Sirkanay

- Datos: Q188147
- Multimedia: Kunar Province / Q188147